# Francis Honeycutt
Francis Webster Honeycutt (San Francisco, 1883. május 26. – Woodbine, 1940. szeptember 20.) olimpiai bronzérmes amerikai vívó, katonatiszt, dandártábornok.

## Sportpályafutása
Tőr és párbajtőr fegyvernemekben is versenyzett, nemzetközi jelentőségű eredményt tőrvívásban ért el.